# Muzeum Literatury Azerbejdżańskiej im. Nizamiego w Baku
Muzeum Literatury Azerbejdżańskiej im. Nizamiego w Baku (azer. Nizami Gəncəvi adına Milli Azərbaycan ədəbiyyatı muzeyi) – muzeum literatury założone w 1939 roku, znajdujące się w Baku przy ul. Istiglaliyyat 53. Muzeum podlega Azerbejdżańskiej Akademii Nauk.

## Historia
Muzeum powstało w 1939 roku decyzją Rady Komisarzy Ludowych Azerbejdżańskiej Republiki Socjalistycznej. Inicjatywa powołania instytucji związana była z 800-leciem urodzin Nizamiego, przypadającym na 1941 rok. Oficjalne otwarcie muzeum dla zwiedzających nastąpiło po zakończeniu II wojny światowej, 14 maja 1945 roku. Wówczas też rozszerzono obszar działalności instytucji z twórczości Nizamiego na całą literaturę azerbejdżańską. Jednocześnie nazwę placówki zmieniono na Muzeum Literatury.
Muzeum jest popularnie zwane „pałacem słów”.

## Siedziba

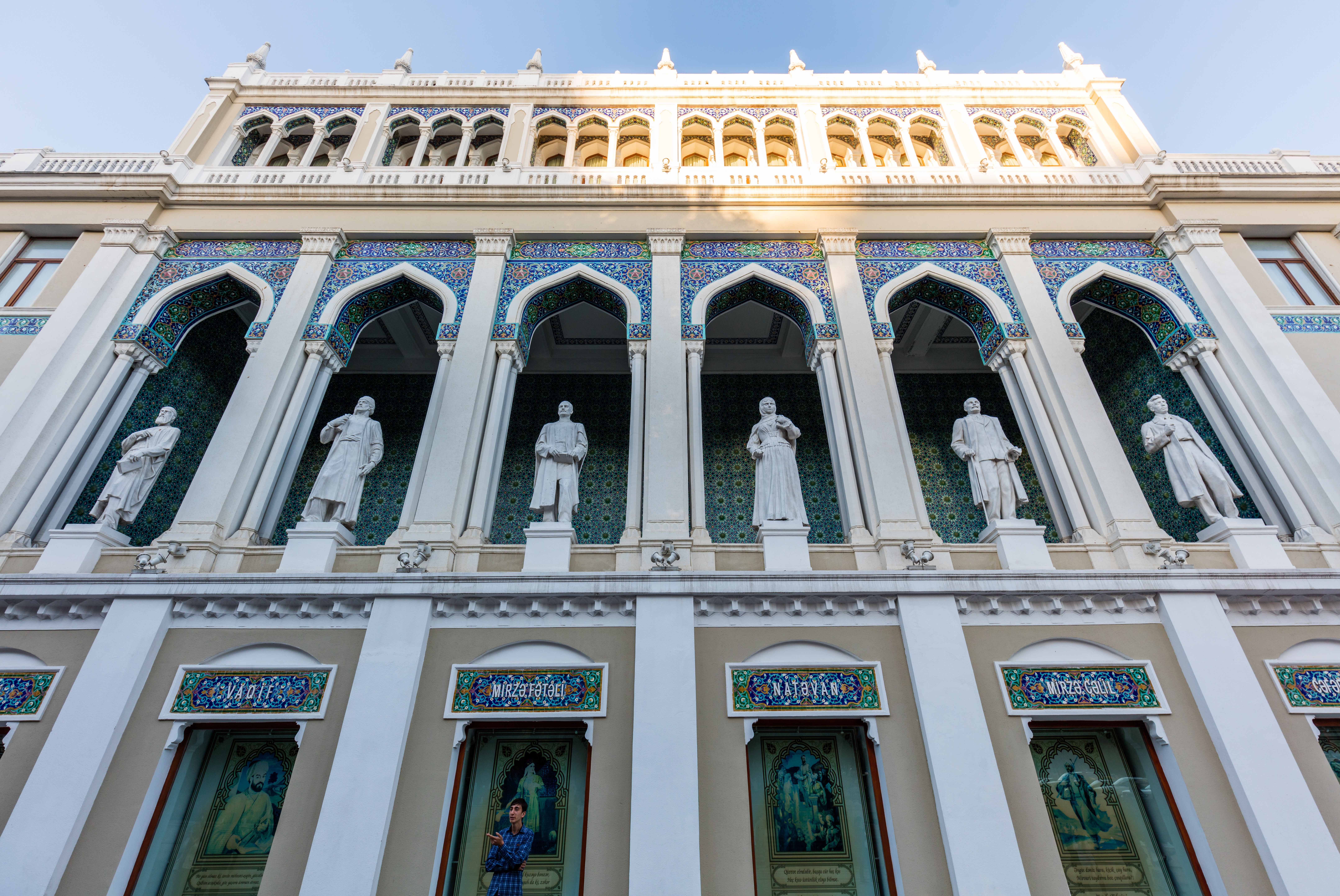
Posągi pisarzy i poetów w fasadzie muzeum

Muzeum usytuowano w budynku dawnego karawanseraju wybudowanego w latach 50. XIX wieku na przedmieściach Baku. W latach 60. XIX wieku budynek został nadbudowany i powiększony. Kolejna przebudowa miała miejsce na początku XX wieku, kiedy to nadbudowano drugie piętro z salami bankietowymi. W późniejszym okresie w budynku mieściły się hotel „Metropol” (1915-1920) oraz zarządy związków zawodowych (1920-1930). W 1939 roku budynek przeznaczono na siedzibę muzeum. W 1943 roku muzeum przebudowano w charakterze socrealistycznym, jednakże z nawiązaniem do tradycyjnej architektury Azerbejdżanu. W fasadzie, w arkadach, umieszczono rzeźby przedstawiające pisarzy azerbejdżańskich. Są to: Fuzuli (1494–1556), Mułła Penah Wagif (1717–1797), Mirza Fatali Achundzade (1812–1878), poetka Churszid Banu Natawan (1832–1897), Cəlil Məmmədquluzadə (1866–1932) oraz Dżäfär Dżabbarły (1899–1934). Autorem projektu przebudowy był Mikayıl Useynov, jeden z najważniejszych architektów azerbejdżańskich.
Kolejne przebudowy budynku muzeum miały miejsce w latach 1959, 1967 oraz 2005 roku.

## Opis
W muzeum znajduje się 40 sal ekspozycyjnych. W zbiorach instytucji jest ponad 3000 rękopisów, w tym manuskrypty Nizamiego z 1413 roku oraz Fuzulego z 1569 roku, uważane za najcenniejsze w kolekcji. Ponadto w zbiorach muzeum znajdują się m.in. starodruki, grafiki, numizmaty, mapy, fotografie a także rzeczy osobiste pisarzy i pisarek. Wystawa stała prezentuje historię literatury azerbejdżańskiej w układzie chronologicznym. Kolejne sale poświęcone są różnym twórcom. Do ciekawszych eksponatów należy kolekcja zegarków pisarzy prezentowana w tzw. gablocie zegarków.
W ramach Muzeum działają placówki naukowe:
- Oddział Zamiejscowy Muzeum w Kurdemirze,
- Centrum Literackich Powiązań Azerbejdżanu i Rosji im. Siergieja Jesienina w Mardakanie[1].